# ألونسو زونيغا
ألونسو زونيغا (بالإسبانية: Alonso Zúñiga)‏ (23 مارس 1980 بسانتياغو في تشيلي - ) هو لاعب كرة قدم تشيلي في مركز الوسط. شارك مع منتخب تشيلي تحت 17 سنة لكرة القدم ومنتخب تشيلي لكرة القدم. أما مع النوادي، فقد لعب مع سانتياغو واندررز وكولو-كولو ونادي أونيفرسيداد دي تشيلي ونادي فادوتس وسانتياغو مورنينغ ‏ وديبورتيس أنتوفاغاستا ونادي كونسيبسيون ‏ وبويرتو مونت ‏ وسان أنطونيو أونيدو ‏ وUnión Temuco ‏ ونادي كوبريلوا وسنترو أتلتيكو فينكس ‏.

## وصلات خارجية
- ألونسو زونيغا على موقع قاعدة بيانات كرة القدم.إي يو (الإنجليزية)
- ألونسو زونيغا على موقع Soccerway.com (الإنجليزية)
- ألونسو زونيغا على موقع عالم كرة القدم.نت (الإنجليزية)